# تاکشی کیتانو
 تاکشی کیتانو  (انگلیسی: Takeshi Kitano؛ زاده ۱۸ ژانویهٔ ۱۹۴۷) کارگردان و هنرپیشه اهل ژاپن است. از فیلم‌هایی که وی در آن نقش داشته‌است، می‌توان به جانی منومیک، کریسمس مبارک، آقای لارنس عروسک‌ها، شبح درون پوسته و زاتوایچی اشاره کرد. وی همچنین در بازی ویدئویی یاکوزا ۶ حضور دارد.